# Giuseppe Cafasso (calciatore)
Giuseppe Cafasso (Torino, 3 aprile 1929) è un ex calciatore italiano, di ruolo attaccante.

## Carriera
Cresciuto nella Juventus, viene prestato in seguito alla SPAL, con cui debutta in Serie A il 23 settembre 1951 contro il Torino. Gioca anche con la Reggiana in Serie B e con il Lecce in Serie C.